# Velká sovětská encyklopedie

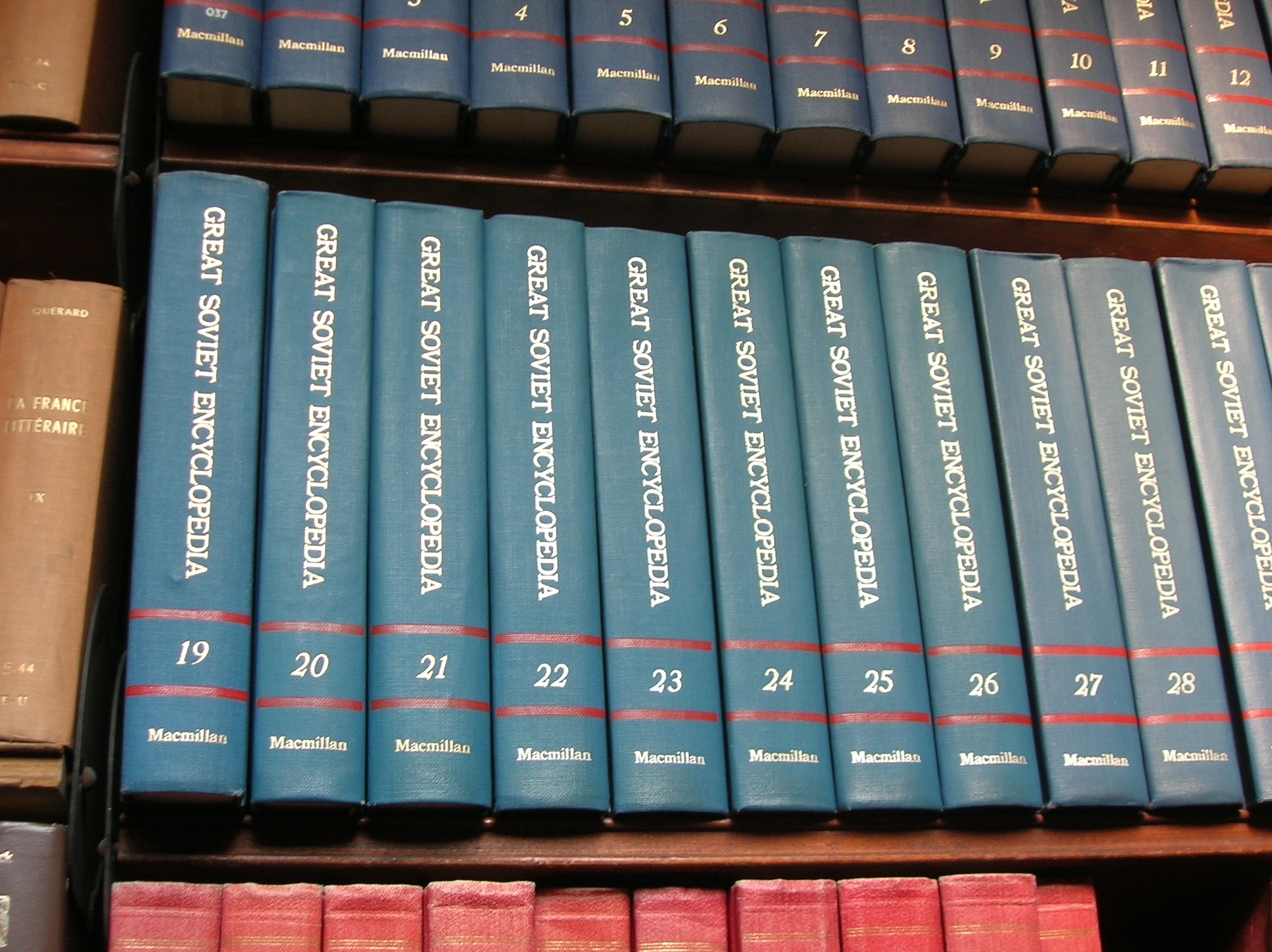
Anglická verze encyklopedie

Velká sovětská encyklopedie (rusky Большая советская энциклопедия nebo zkráceně БСЭ) je nejznámější a nejúplnější encyklopedie vydaná v SSSR. Vyšla celkem tři vydání:
- 1. vydání, 65 dílů a doplňkový díl bez čísla СССР (SSSR), 1926–1947
- 2. vydání, 50 dílů a doplňkové díly číslo 51 СССР (SSSR), a číslo 52 Алфавитный указатель (Abecední rejstřík) ve dvou knihách 1950–1960
- 3. vydání, 30 dílů. Díl číslo 24 ve dvou knihách (Собаки – Струна a СССР), 1969–1978. V roce 1981 byl vydán doplňkový díl bez čísla Алфавитный именной указатель (Abecední jmenný rejstřík)

Encyklopedii vydávalo vydavatelství Sovětskaja enciklopedija.

## První vydání
1. vydání bylo vydáno v letech 1926–47 (Moskva, akciová společnost Sovětskaja enciklopedija) rozhodnutím Prezídia CIK SSSR z roku 1925 nákladem 50–80 tisíc výtisků. Obsahuje 65 000 článků, 12 000 obrázků a 1 000 map. Velikost vydání je 4 400 autorských listů textu. Vydání sestávalo ze 65 dílů a jednoho doplňkového, který byl věnovaný Sovětskému svazu.
Tematická struktura 1. vydání odpovídala potřebám doby. Převládaly články věnované ekonomice, tehdejší politice a sovětské praxi. V předmluvě bylo napsáno: V centru pozornosti – SSSR, výstavba našeho hospodářství a státnosti a také mezinárodní dělnické hnutí.
Redaktory jednotlivých dílů a autory velkých článků byli významní sovětští vědci a státní funkcionáři Nikolaj Nikolajevič Baranskij, Alexej Nikolajevič Bach, Grigorij Isaakovič Brojdo, Andrej Bubnov, Nikolaj Nilovič Burdenko, Nikolaj Ivanovič Bucharin, Vasilij Robertovič Viljams, Kliment Jefremovič Vorošilov, Ivan Michajlovič Gubkin, Igor Emmanuilovič Grabar, Gleb Maximilianovič Kržižanovskij, Lev Natanovič Kricman, Valerian Kujbyšev, Jurij Larin, Anatolij Vasiljevič Lunačarskij, Nikolaj Leonidovič Meščerjakov, Vladimir Pavlovič Miljutin, Vladimir Afanasjevič Obručev, Valerian Valerianovič Obolenskij, Michail Nikolajevič Pokrovskij, Jevgenij Alexejevič Preobraženskij, Karl Radek, Nikolaj Alexandrovič Semaško, Ivan Ivanovič Skvorcov-Stěpanov, Vasilij Grigorjevič Fesenkov, Michail Frunze, Otto Juljevič Šmidt aj. Hlavní redaktor byl akademik Otto Juljevič Šmidt (1924–41).
Každý díl 1. vydání encyklopedie obsahuje průměrně 8 až 10 barevných geografických map a do 20 ilustrací (částečně barevných) na oddělených stránkách. Mezi ilustracemi se vyskytují mapy, diagramy, technické výkresy aj. Kromě vložených listů se obrázky a mapy vyskytují hojně i v textu. Velká část těchto ilustrací je provedena rytinou na dřevě známými umělci. Použita byla lederinová vazba se zlatou ražbou a hovězinovým zakončením. Články tohoto vydání jsou dnes veřejným vlastnictvím.

## Druhé vydání

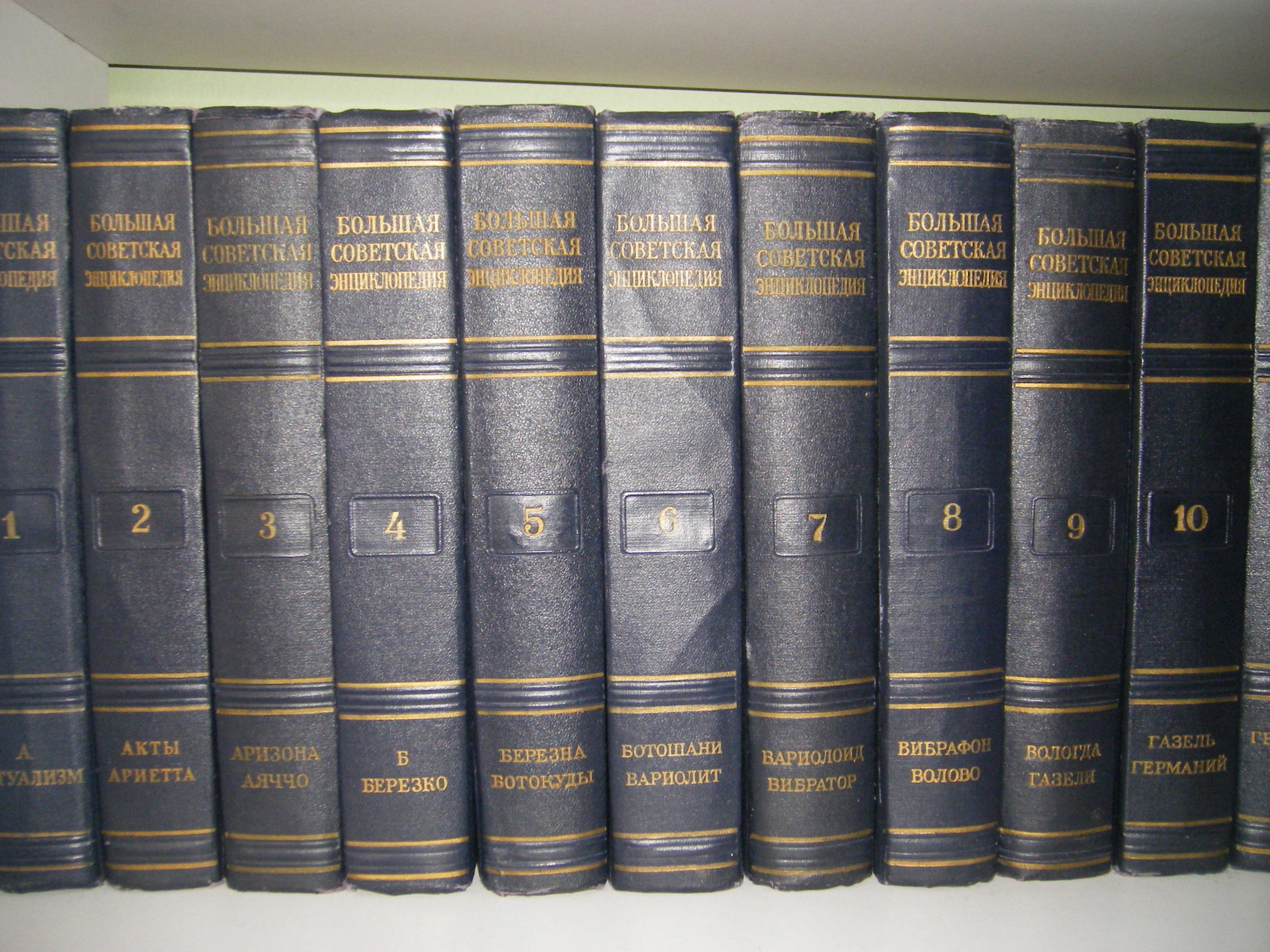
Ruské vydání

2. vydání bylo vydáno v letech 1950–58 (Moskva, státní vědecké vydavatelství Bolšaja sovětskaja enciklopedija) rozhodnutím Rady ministrů SSSR z 20. února 1949 nákladem 250–300 tisíc výtisků. Velikost vydání je 4 900 autorských listů textu. Vydání sestávalo z 51 dílů, z nichž 51. doplňkový je věnovaný Sovětskému svazu. V roce 1960 vyšel ještě předmětno-jmenný abecední rejstřík.
Spolu s rozvinutými, rozsáhlými, členěnými a obsáhlými články (např. sovětské republiky, cizí státy, vědní obory) toto vydání obsahuje velké množství středně velkých a nevelkých článků. To umožnilo při průměrné velikosti článku 2 000 znaků umístit do encyklopedie přibližně 100 000 článků. Více než 40 % článků je doprovázeno doporučovanou literaturou většinou v originálním jazyce (35 jazyků národů SSSR a 25 zahraničních jazyků). Ve druhém vydání je 40 852 ilustrací a 2 362 map. Vydavatelská vazba je s reliéfem.
Na tvorbě 2. vydání se podíleli význační sovětští vědci Nikolaj Nikolajevič Aničkov, Ivan Pavlovič Bardin, Anatolij Arkaďjevič Blagonravov, Viktor Vladimirovič Vinogradov, Bencion Moisejevič Vul, Andrej Alexandrovič Grigorjev, Jevgenij Michajlovič Žukov, Boris Vladimirovič Ioganson, Andrej Nikolajevič Kolmogorov, Fjodor Vasiljevič Konstantinov, Alexandr Alexandrovič Michajlov, Alexandr Ivanovič Oparin, Konstantin Vasiljevič Ostrovitjanov, Nikolaj Michajlovič Strachov, Sergej Pavlovič Tolstov, Jevgenij Alexejevič Čudakov aj. Hlavní redaktoři byli akademici Sergej Ivanovič Vavilov (1949–51) a Boris Alexejevič Vveděnskij (1951–58).
Díly 2. vydání do 24. dílu včetně (články А až Лесничество) jsou veřejným vlastnictvím, protože byly vydány do 1. ledna 1954. Ostatní díly včetně doplňkového (СССР) a abecedního rejstříku jsou chráněny autorským právem na území Ruska, ale na území USA jsou veřejným vlastnictvím.

## Třetí vydání
3. vydání bylo vydáno v letech 1969–78 rozhodnutím ÚV KSSS z 2. února 1967 nákladem 630 tisíc výtisků. Nehledě k tomu, že je objemově menší než druhé, obsahuje 95 279 článků, 29 120 obrázků, 3 701 portrétů a 524 barevných map. Vydání sestávalo ze 30 dílů a jednoho doplňkového (druhá kniha 24. dílu), který byl věnovaný Sovětskému svazu. V roce 1981 vyšel ještě jmenný abecední rejstřík nákladem 50 000 výtisků. Hlavním redaktorem byl akademik A. M. Prochorov.
Ve srovnání s druhým vydáním byla větší pozornost věnována filosofickým problémům přírodních věd, fyzice, chemii a také matematickým metodám v ekonomii, sociologii, lingvistice a dalším vědám. Encyklopedie je pěkně ilustrovaná. V jednotlivých dílech jsou umístěny vlepené přílohy tisku z hloubky, barevného tisku z výšky, barevného ofsetového tisku, vložené mapy, vlepené mapy, mapy ilustrace a schémata v textu. K vydání je připojena tenká gramofonová deska s proslovy Vladimíra Iljiče Lenina.
3. vydání bylo přeloženo do angličtiny a bylo vydáno vydavatelstvím
Macmillan Publishers Ltd. v letech 1973–82. Také bylo přeloženo do řečtiny. V roce 2001 bylo vydáno společností Autopan na kompaktních discích.
Články prvních deseti dílů (А až Италики), které byly vydány před rokem 1973 jsou veřejným vlastnictvím na území USA ale na území Ruska jsou chráněny zákonem o autorském právu. Práva náleží právnímu nástupci vydavatelství Sovětskaja enciklopedija, kterým je státní vydavatelství Bolšaja rossijskaja enciklopedija. Práva na elektronické vydání byla postoupena několika společnostem (např. Russ Portal, majitel serveru Rubrikon) a práva na multimédia (CD) společnosti Novyj disk aj.

## Ročenky
V letech 1957–1990 byla každý rok vydávána jednodílná Ročenka (Ежегодник Большой Советской Энциклопедии). V ní byla publikována nová data o SSSR a jiných zemích a také informace o důležitých událostech příslušného roku ve světě.

## Využití
Metodické zkušenosti byly využity při přípravě Malé sovětské encyklopedie (tři vydání v letech 1928–1960) a dalších univerzálních příruček (jednodílný Sovětský encyklopedický slovník – čtyři vydání 1979–1991, dvoudílný Velký encyklopedický slovník – 1991). Také posloužil k rozvoji encyklopedických prací v Sovětském svazu.

## Možnost využití na Wikipedii
Volně lze články z Velké sovětské encyklopedie kopírovat, ať už celé nebo částečně z 1. vydání a částečně z 2. vydání (1. až 24. díl – po slovo Лесничий).
Články z Velké sovětské encyklopedie z 2. vydání (25. až 50. díl – po slově Лесничий) a z 3. vydání na území Ruské federace nejsou veřejným majetkem a jsou chráněny zákonem o autorském právu. Jejich přenos na wikipedii se nepřipouští. Práva náleží vydavatelství Bolšaja Rossijskaja enciklopedia.